# Gagner, perdre ou mourir
Gagner, perdre ou mourir (Win, Lose or Die) est un roman de la saga littéraire James Bond, écrit par John Gardner, et publié en 1989. C'est le huitième roman de l'auteur.
Dans un curieux changement d'affectation, le commander Bond quitte le Foreign Office pour reprendre ses fonctions dans la Royal Navy. M explique ce transfert : Bond aura besoin d'une couverture pour assurer la sécurité des amiraux britanniques, soviétiques et américains montés à bord de l'HMS Invincible. Ces derniers sont venus assister aux grandes manœuvres annuelles qui se déroulent dans la mer du nord.

## Résumé
Dans le détroit d'Ormuz, un pétrolier japonais, le Son of Takashani est attaqué par un groupe d'homme venant du ciel. Cette opération terroriste intitulée « Gagner » n'est rien d'autre qu'un entrainement pour une opération future. Quelques mois plus tard, un satellite capte une conversation d'une organisation criminelle, le BAST (Brotherhood of Anarchy and Secret Terrorism) dans laquelle il est question d'attaquer le HMS Invincible de l'intérieur lors des manœuvres où doivent se réunir à bord les Britanniques, les Russes, et les Américains pour des démonstrations militaires dans le cadre de la Perestroïka et de la Glastnov. M demande à 007 de reprendre service dans la Royal Navy pour veiller à la sécurité de ces derniers lors de l'exercice « Landsea 1989 ».
Après 8 mois dans la Navy sur la base aérienne de Yeovilton il est promu capitaine de vaisseau et s'entraine avec d'autres stagiaires au pilotage du Sea Harrier. Lors de son premier vol d'entrainement, il est accroché par un vrai missile qui manque de peu de le pulvériser et, à la suite de ce même entrainement, un des autres Harrier est porté disparu. Personne ne croit 007 pour le missile bien qu'il l'ait vu et, tout le monde a une défaillance technique de ses instruments de bord. L'appareil disparu a été, en réalité, détourné par BAST et ces membres ayant eu connaissance du futur rôle de Bond dans Landsea 1989, le missile était destiné à le supprimer.
Sur la base aérienne, Bond drague une de ses camarades, Clover Pennington qui lui révèle inconsciemment qu'elle est au courant ainsi que d'autres de son affectation sur l'Invincible, fait normalement tenu top secret. Un contingent de WRNS (Women's Royal Naval Service) est aussi affecté sur le navire. Bond met au courant M et le rencontre chez lui. Celui-ci lui fournit un rapport de Pennington concluant que l'incident est bel et bien dû à une défaillance technique de ses instruments de bord. Ailleurs, aux alentours de la base, l'un des mécaniciens marié est pris en photo avec une fille de joie mineure...

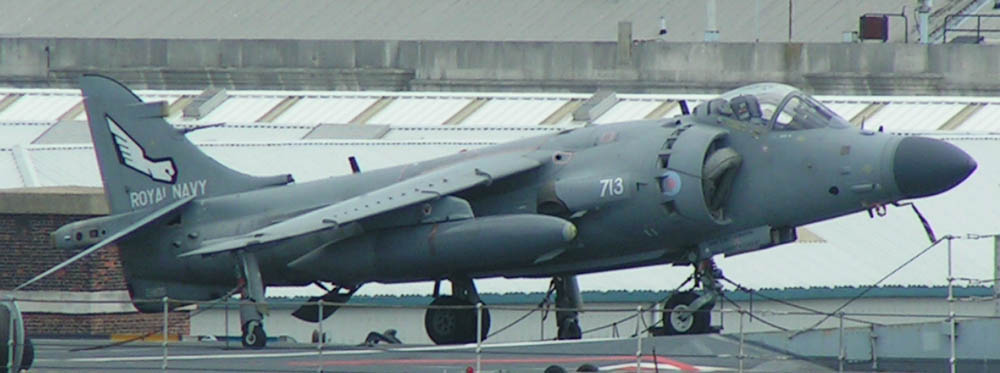
Un Sea Harrier FA.2 sur le pont du.

Pendant les jours suivants Bond continue à s'entrainer au vol, et une autre conversation de BAST captée par satellite est envoyée à M. Dans celle-ci il est question de l'élimination de James Bond durant Noël par "le Chat" (Saphii Boudai), l'une des quatre dirigeants de l'organisation. 007 doit servir d'appât pour attraper la tueuse. Il décide de passer le réveillon dans une villa près de Naples. Sur place il est accueilli par une certaine Béatrice Maria da Ricci, qui se présente comme la domestique. Quelques heures plus tard, Bond la surprend en train de chercher à entrer discrètement dans la villa avec une arme... et il s'avère qu'elle fait finalement partie du service, qu'elle surveillait la villa et qu'elle a vu quelqu'un entrer. Ensemble ils parviennent à blesser ce dernier mais celui-ci réussit à fuir... Béatrice lui explique son rôle de garde du corps, et alors qu'ils reviennent des courses, Bond aperçoit brièvement une femme qui semble être Clover.
Bond passe la veille de Noël avec Béatrice et il ne se passe aucune attaque (on apprend aussi que M a une fille et des petits-enfants). Le lendemain matin, lorsqu'elle ouvre la portière de la voiture de 007, celle-ci explose avec elle devant les yeux de Bond. Très vite des hommes débarquent ainsi que Clover qui lui explique que Béatrice aurait été le Chat. Bond est amené à une base militaire surnommée "Northanger" où il passe des examens médicaux et des débriefings avec des agents de son service et la CIA. Le 3 janvier il embarque sur l'Invincible, mais ce qu'il ne sait pas, c'est que le commandant de la base, Toby Lellenberg, est en réalité "la Vipère" (Bassam Baradj), le grand chef de BAST et, que l'un de ses hommes Julian Farsee est en réalité "le Serpent" (Ali Al Adwan). Ils ont laissé Bond embarquer car son élimination aurait pu conduire à l'annulation de "Landsea 1989", ils voulaient également l'évaluer et le rassurer.
L'Invincible a pour commandant le vice amiral John Walmsley et l'exercice Landsea 1989 commence, le scénario de celui-ci est révélé à Bond : Un coup d'État visant à renverser Mikhaïl Gorbatchev a éclaté en URSS à la suite des mécontentements provoqués par sa politique de Glastnov. Les antis-Gorbatchev engagent une série d'opérations tactiques contre les pays membres de l'OTAN pour démontrer leur puissance. L'objectif final de l'exercice est l'arrêt des hostilités, et arriver à des négociations politiques sans que le conflit se généralise.
Les trois amiraux attendus arrivent en hélicoptères avec leurs gardes du corps pour observer l'exercice, Geoffrey Gould du Royaume-Uni, Edwin Gudeon des États-Unis et Sergei Yevgennevich Pauker de l'URSS. Ils sont présentés à Bond, et l'une des gardes du corps de Pauker, Nikola Ratnikov fait du gringue à Bond.
Quelques heures plus tard on frappe à la porte de Bond, l'un des gardes du corps américains a été retrouvé égorgé dans les toilettes des WRNS. On retrouve sur son corps un enregistrement où il demandait à ses services de vérifier les identités d'autres personnes rencontrées sur le navire. Bond mène l'enquête et interroge toutes les personnes présentes, quand il fait vérifier la liste de son côté, il apparait qu'une certaine Wren, Sarah Deeley n'existe pas. Il la fait venir pour l'interroger mais celle-ci se met rapidement à l'attaquer avec un couteau, cependant avec l'aide d'autres gardes, 007 parvint à s'en sortir et la maitriser.
Après avoir parlé des récents événements avec le commandant, ils concluent qu'il n'est pas nécessaire d'annuler la « Réunion des Stewards » qui doit bientôt débuter dans le secret le plus total. De leurs côtés les américains envoient un autre garde du corps, Daniel Woodward pour remplacer son défunt collègue ; cependant celui-ci a été enlevé par BAST et remplacé par « L'Homme » (Abou Hamarik). Il arrive en hélicoptère sur l'Invincible avec Donald Speaker, un spécialiste des interrogatoires demandé par Bond.

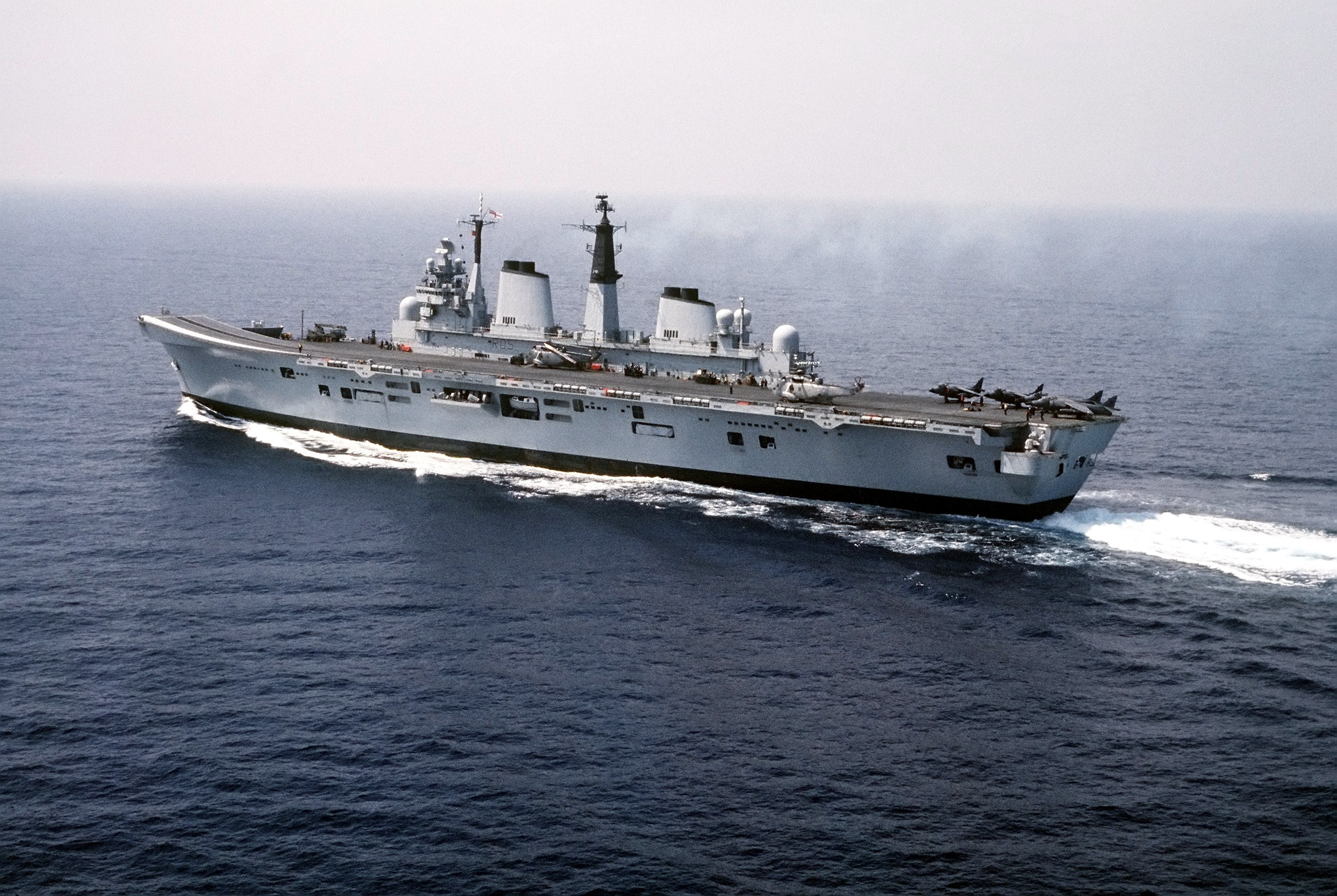
Le en 1990.

Les trois amiraux repartent à bord de leurs hélicoptères respectifs sans leurs gardes du corps, quelques minutes après que trois autres VIP en soient sortis : le Premier Ministre du Royaume-Uni, Margaret Thatcher ; le président des États-Unis, George H. W. Bush et le secrétaire général de l'Union soviétique Mikhaïl Gorbatchev. Ils sont présentés à Bond et sont là pour discuter entre eux pendant quatre jours sans leurs conseillers ou assistants des problèmes financiers, de l’antiterrorisme et de la réduction des armements nucléaire, c'est la Réunion des Stewards.
Pendant ce temps, le maitre mécanicien Blackstone que BAST fait saboter l'une des turbines du navire... L'interrogatoire de Donald Speaker n'a toujours rien donné, Nikki trouve Bond et lui fait part de ses soupçons sur Woodward, elle pense qu'il s'agit d'un certain Hamarik dont elle avait vue la photo lors d'une mission en Afghanistan. Bond demande alors à son service une photo de Woodward et vue que celle-ci confirme les soupçons de Nikki, 007 accompagné d'autres gardes se préparent à attraper Hamarik lorsqu'une explosion retentit dans la salle des machines, il s'agit de la turbine sabotée. Ils parviennent à blesser et attraper l'Homme mais Nikki meurt dans l'affrontement.
Le bâtiment doit faire une escale à la base navale de Rota en Espagne pour changer sa turbine, et lorsqu'il parvient à destination, Bond reçoit un message de ses supérieurs lui demandant de venir à terre pour rendez-vous. Dans la base, 007 rencontre à sa grande surprise Béatrice, sa mort aurait été mise en scène et M n'a pas juger bon de prévenir Bond. Celle-ci lui montre une photo de Baradj avant qu'il ne reparte pour l'Invincible.
Durant l'absence de Bond, le navire a été détourné et l'on exige une rançon de six cents milliards de dollars pour la libération des trois chefs d’États, argent que Baradj, de son vrai nom Robert Besavitsky compte bien garder uniquement que pour lui en trahissant les membres de son organisation. Arrivé sur le pont, Bond est accueilli par Clover Pennington dit le Chat et les WRNS, armes à la main. Elle leur demande de le conduire à sa chambre pour une petite discussion dans laquelle il apprend que les Wren ont réussi à contrôler le bateau grâce à de puissants somnifères dans la nourriture, qu'il reste trois heures avant échéance et que les gouvernements ont rejeté la demande de rançon. Bond est conduit aux cellules.
Pendant ce temps, Ali al Adwan est arrêté par les autorités après que l'on ait localiser le téléphone de son hôtel. Aux geôles, lorsque Donald Speaker lui apporte son repas, 007 saisit sa chance et parvient à désarmer l'homme et sortir de sa cellule. Bond se dirige vers le pont et détourne l'un des Sea Harrier, à peine est-il à son bord que celui volé il y a quelques semaines ouvre le feu sur l'Invincible, Baradj avait promis un feu d'artifice si ses exigences n'étaient pas remplies. S'ensuit un combat aérien entre les deux appareils où Bond en sort vainqueur, cependant les dégâts subis le contraigne à s'éjecter. Un hélicoptère de sauvetage le récupère et la ramène à Rota.
Les autorités savent où se trouve Baradj et avec Bond il est décidé de tenter une mission de libération pendant la nuit. Il prend la tête d'un commando de dix hommes et après reconnaissance thermique, ils investissent et reprennent le navire pièce par pièce. Les chefs d’États sont vivants et hors de danger. Avec Béatrice, Bond part arrêter La vipère aux alentours de son hôtel à Gibraltar, ils sont repérés et le prennent en chasse, Béatrice sauve Bond en tuant Baradj qui le tient en joue. Le roman s'achève à la villa près de Naples où Bond passe du temps avec Béatrice.

## Personnages principaux
- James Bond
- M
- Bill Tanner
- Clover Pennington
- Béatrice Maria da Ricci
- Nikola Ratnikov
- John Walmsley
- Bassam Baradj (la Vipère)
- Ali Al Adwan (le Serpent)
- Abou Hamarik (l'Homme)